# Gefängniszelle

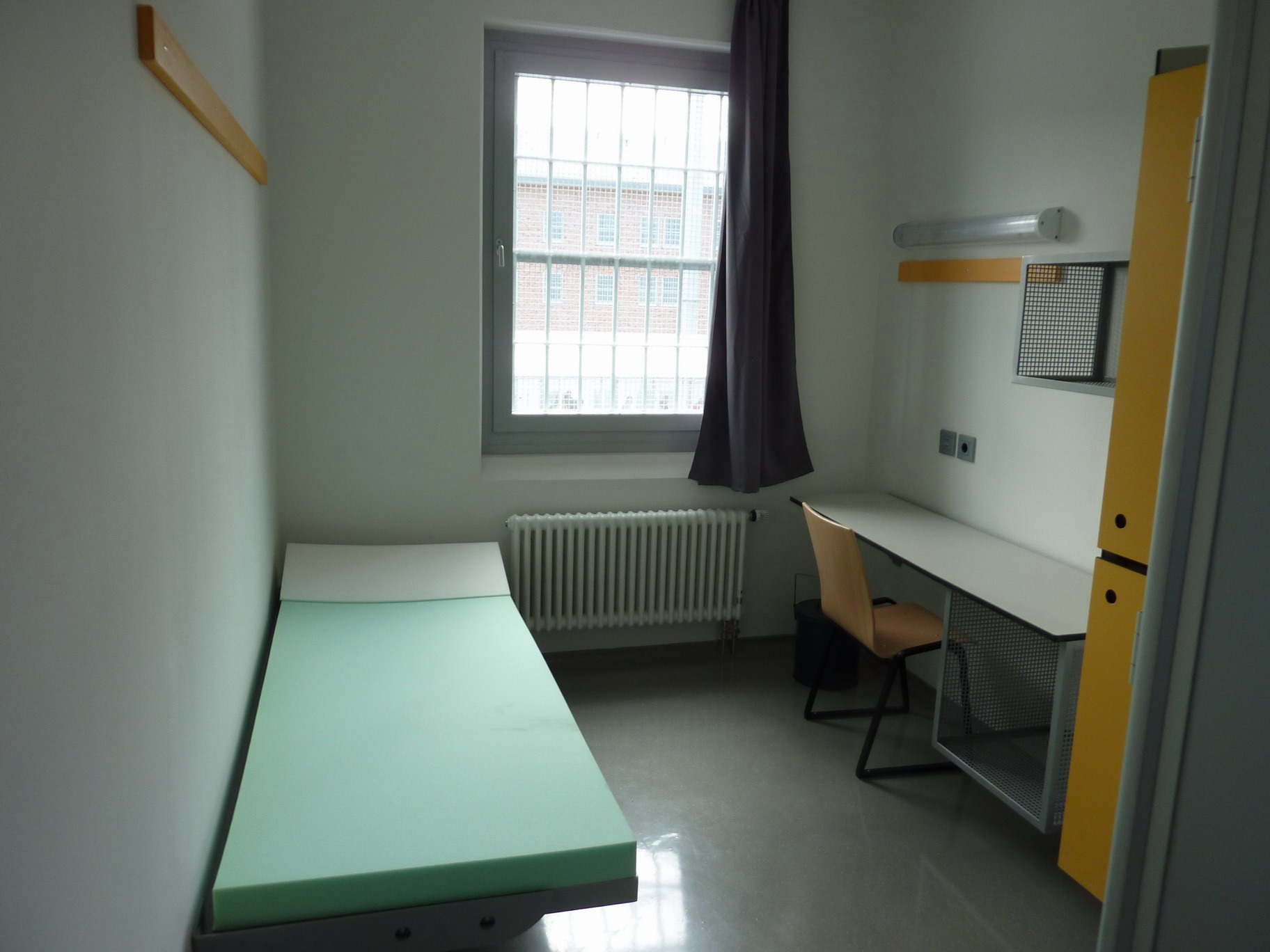
Moderner Einzelhaftraum der 2011 eröffneten JVA Wuppertal-Ronsdorf

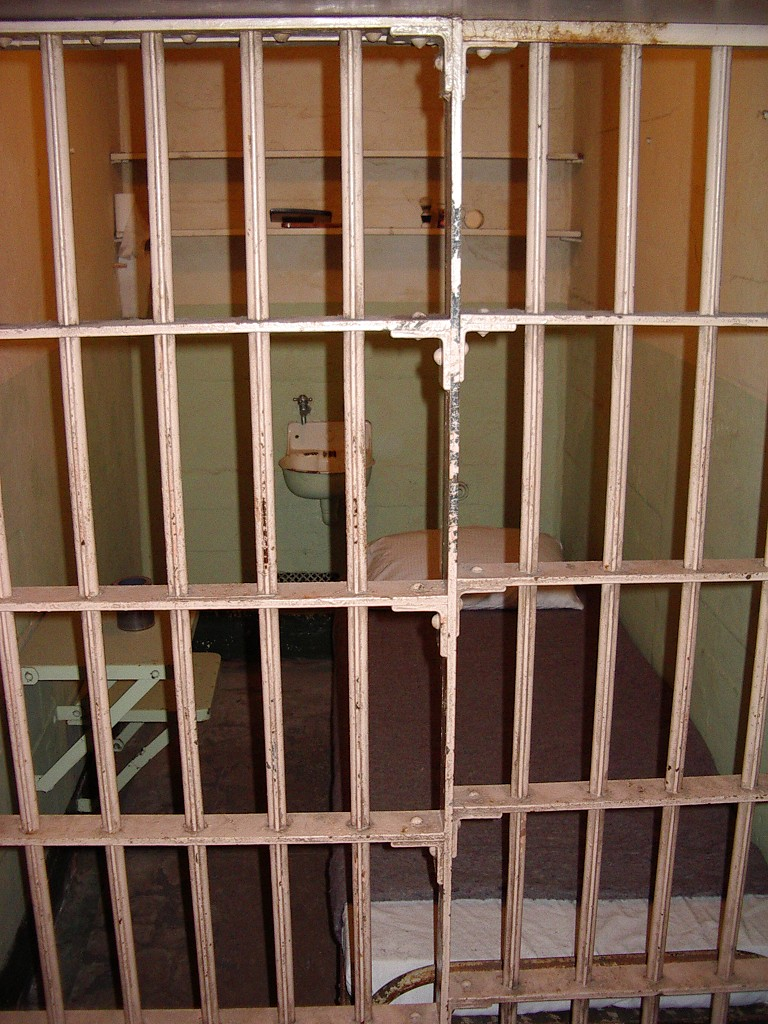
Haftzelle in Alcatraz

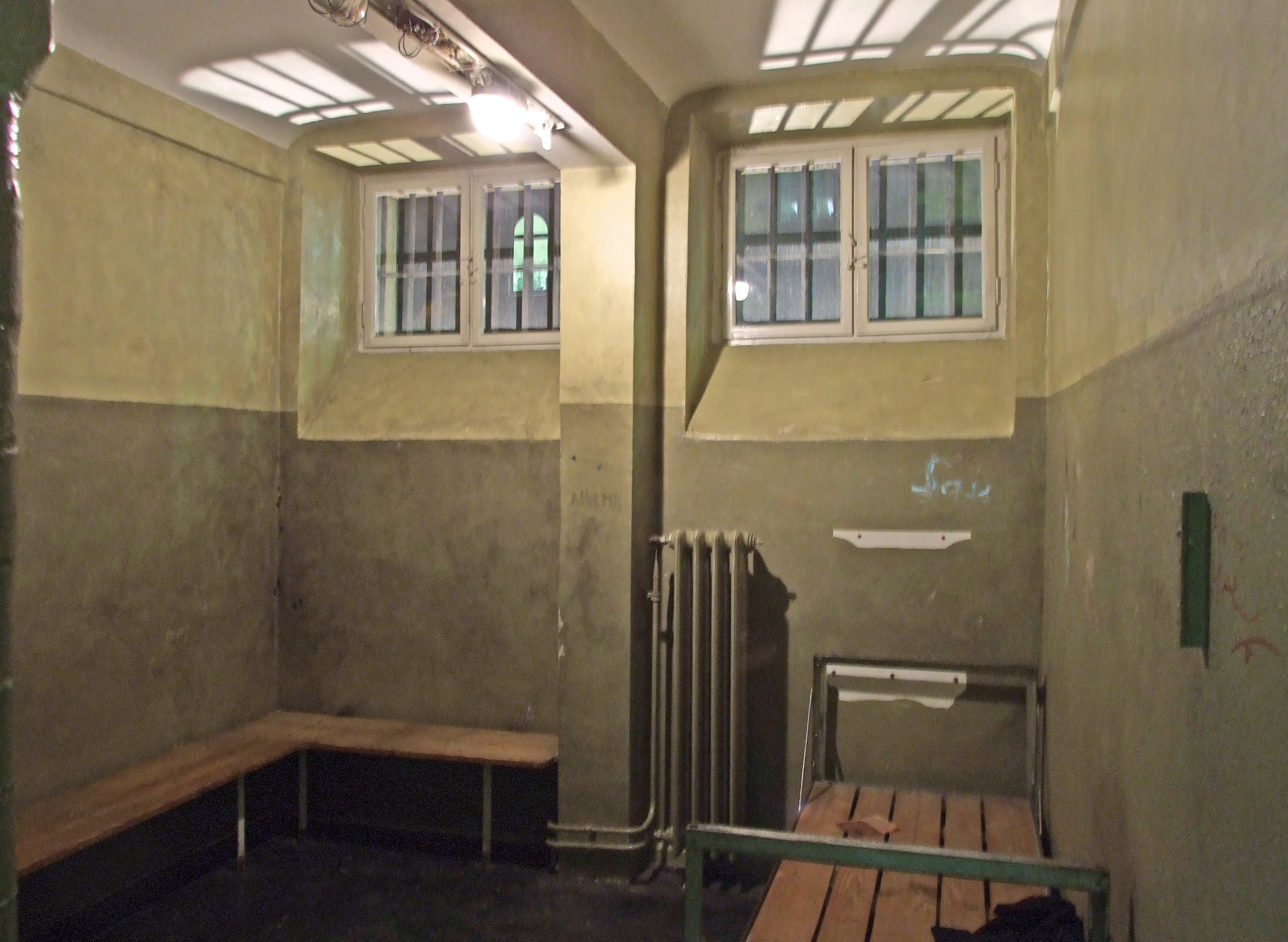
Ehemalige Gewahrsamszelle in Frankfurt am Main

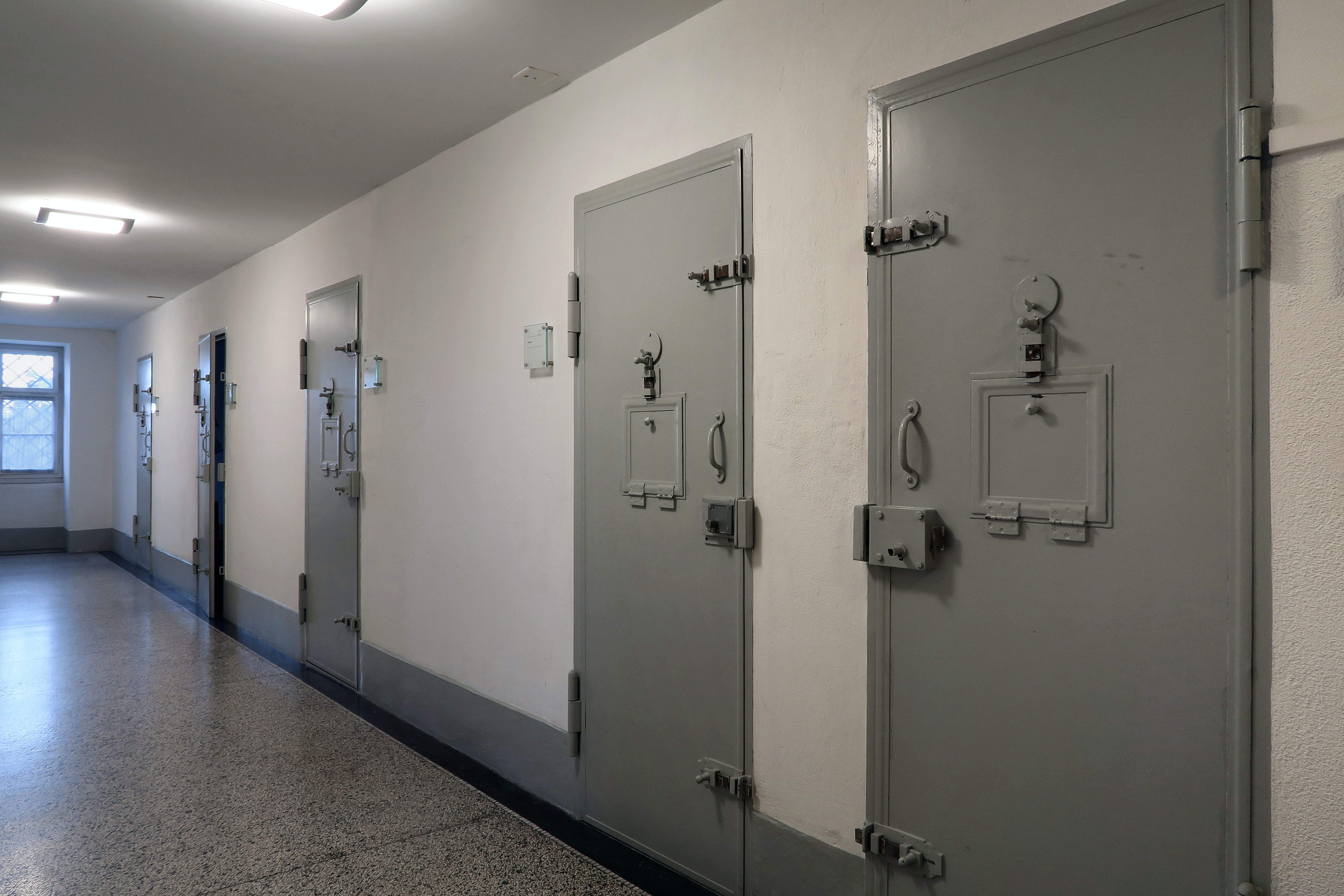
Ehemaliger Zellentrakt

Eine Gefängniszelle oder auch Haftraum ist die Unterkunft eines Gefangenen in einem Gefängnis.

## Geschichte
In früheren Zeiten wurden Gefangene in Kerkern, Verliesen oder Karzern eingeschlossen. In den Zellen war meist nicht mal ein Bett, sondern nur zum Beispiel ein Sack mit Stroh. Der Zweck des Einsperrens war die Strafe an sich. In der Regel wurden mehrere Delinquenten je nach Bedarf zusammen eingesperrt. Die einzige Ausstattung bestand oft nur aus Einstreu, die hygienischen Umstände waren katastrophal. Krankheiten und Seuchen waren verbreitet. Die Trennlinie zwischen Körper- und Freiheitsstrafe war unscharf. Die Qualität der Unterbringung des Delinquenten war oft abhängig von seinen persönlichen Verhältnissen: Wohlhabende, gar adlige Delinquenten waren oft besser untergebracht als das einfache Volk, auch oblag die Versorgung oft dem Delinquenten bzw. dessen Angehörigen selbst. Einheitliche Regelungen bestanden nicht: Die Ausgestaltung der Haft lag ganz im Ermessen des Vollstreckenden.

## Neuzeitliche Entwicklung
Aufklärung und Humanismus wirkten sich auch auf die Gefängnisse aus. Das aufkommende Bewusstsein über Menschenrechte wurde auf den Strafvollzug übertragen. Aus England kamen Reformen: Kerker und Verliese wurden durch Haftanstalten ersetzt, in denen ein gewisser Mindeststandard bei Unterbringung und Versorgung herrschte. Der Gedanke der Besserung gesellte sich zum bis dahin allein vorherrschenden Strafgedanken.
Damals wurden die Gefangenen noch vorwiegend in großen Gruppenräumen inhaftiert. Später dann erkannte man die aus der ständigen gemeinsamen Unterbringung resultierenden Probleme, und aus den Gruppenzellen wurden Gruppenschlafräume. Die Inhaftierten wurden nur noch nachts gemeinsam eingeschlossen. Tagsüber hielten sie sich an ihrer Arbeitsstelle auf, die sich außerhalb der Gruppenzelle befand.
Im weiteren Verlauf entstand in vielen Ländern eine Abkehr von der gemeinschaftlichen Unterbringung hin zu Einzelhafträumen, da das ständige gemeinsam Eingesperrtsein in der Praxis nur Probleme bereitet, während Einzelzellen nicht zu der von den Planern befürchteten Vereinsamung von Gefangenen führten.

### Ausstattung der Hafträume
In der Regel waren Hafträume mit einem Bett, einem Tisch samt Stuhl, einem Schrank und einem Regal sowie einer Waschgelegenheit und einer freistehenden Toilette ausgestattet. Ebendiese sanitäre Ausstattung führte dazu, dass die Hafträume von den Gefangenen selbst in ihrem Jargon als „Wohnklo“ bezeichnet wurden. Diese Bezeichnung ist auch außerhalb von Gefängnissen für bedrückend kleine Einzimmerappartements gebräuchlich.
Gemeinschaftszellen waren grundsätzlich genauso ausgestattet, nur eben mit einer entsprechenden Anzahl an Stühlen und Betten. Auch hier war die Toilette freistehend in der Zelle angebracht. Nur durch eine mobile Trennwand, die vorgeschoben werden kann, kann sich der Benutzer vor den Blicken des anderen schützen.

## Heutige Situation
Die Ausgestaltung des Strafvollzuges ist uneinheitlich geregelt. Sie reicht von oft mittelalterlich anmutenden Zuständen bis hin zu einem dem modernen Menschenbild entsprechenden Vollzug in weiten Teilen Europas. In Deutschland selbst ist die Justiz und damit der Strafvollzug in der Zuständigkeit der Bundesländer, und selbst innerhalb eines Bundeslandes ist die Ausstattung und Ausgestaltung des Vollzuges uneinheitlich. So sind etwa ältere Gefängnisse oft ihrem Alter, und damit dem damaligen Standard entsprechend ausgestattet. Daneben werden aber auch Unterscheidungen aufgrund der Klassifizierung ihrer Insassen gemacht: Gefängnisse für Straftäter mit geringerer krimineller Gefährdung unterscheiden sich von denen für solche mit starker krimineller Gefährdung. Selbst innerhalb eines Gefängnisses können deutliche Unterschiede in der Ausstattung herrschen. Gründe hierfür liegen in einer behandlerischen oder sozialpädagogischen Ausgestaltung des Vollzuges (Beispiel Wohngruppenvollzug).
Die juristisch als Haftraum bezeichnete Gefängniszelle darf gemäß § 19 Abs. 1 StVollzG in angemessenem Umfang mit eigenen Sachen ausgestattet werden. Es dürfen Gefangene damit auch private Dinge auf ihren Hafträumen besitzen, etwa Fernseher (§ 69 Abs. 2 StVollzG), Bücher, Kleidung (§ 70 Abs. 1 StVollzG), Nahrungs- und Genussmittel (§ 22 Abs. 1 StVollzG). Daneben können die Zellen oft auch in gewissem Umfang ausgeschmückt werden, etwa mit Bildern von Angehörigen oder Postern.
Grundsätzlich gibt es ein Recht auf Einzelunterbringung. Bei Neu- und Umbauten von Gefängnissen werden oft alle Zellen mit sogenannten Nasszellen eingerichtet, also einem abgetrennten Sanitärbereich. In Deutschland wird allerdings der Anspruch auf Einzelunterbringung vielfach unterlaufen. So sieht eine Sicherungsmaßnahme für kranke oder suizidgefährdete Gefangene die „gemeinschaftliche Unterbringung mit besonders zuverlässigen Gefangenen“ vor. Ferner werden Gefangene gemeinschaftlich untergebracht, wenn dies als sog. Besondere Sicherungsmaßnahme geboten ist. Insbesondere aus Gründen der Überbelegung werden Strafgefangene nach wie vor häufig gemeinschaftlich untergebracht, oft in ursprünglich als Einzelzellen gebauten und später mit einem Stockwerksbett als Zweimannzelle ausgestatteten Hafträumen mit einer Grundfläche von acht bis zehn Quadratmetern.
Die Rechtsprechung sieht allerdings die unfreiwillige Gemeinschaftsunterbringung – insbesondere bei unzureichend abgetrennter Toilette im Haftraum – als Verstoß gegen die Menschenwürde an und hat in Einzelfällen Gefangenen sogar ein Schmerzensgeld zugesprochen.
Gefangene im modernen Strafvollzug verbringen den Großteil des Tages außerhalb ihrer Zelle: Viele Gefangene gehen einer Arbeit nach, wobei in Deutschland nach § 41 Abs. 1 StVollzG eine Arbeitspflicht besteht, in den Abendstunden finden oft Freizeit-, Betreuungs- oder Behandlungsmaßnahmen statt, so dass auch im geschlossenen Vollzug mancher Gefangene die Zelle nur zum Schlafen aufsucht.

## Verschiedene Zellen
In Deutschland sind normale Zellen einfache Wohn-/Schlafräume, mit WC und Waschgelegenheit, die Fenster sind vergittert, die massive Tür hat unter Umständen einen Türspion und/oder eine Revisionsklappe.
Neben den normalen Zellen gibt es eine Reihe von besonderen Hafträumen:
- Beobachtungszelle: Gefangene, bei denen als besondere Sicherungsmaßnahme eine Beobachtung angeordnet ist, werden nach Möglichkeit in einer sog. Beobachtungszelle untergebracht. Dieser Haftraum ermöglicht durch bauliche Maßnahmen eine bessere Beobachtung, etwa durch größere Sichtfenster in der Tür, besondere Raumaufteilung, u. U. unbewegliches Mobiliar, von außen schaltbares Licht usw.
- Stahlzelle: Boden, Decke und Wände sind mit Stahl verstärkt. In Stahlzellen werden besonders ausbruchsgefährdete Gefangene untergebracht. Umfang und Ausstattung entsprechen aber der normaler Zellen. Diese Zellen verfügen über eine Klappe in der Tür, diese dient dazu, dem Gefangenen Transportfesseln schon innerhalb seiner Zelle anzulegen. Sobald die Türe aufgeschlossen wird, muss der Häftling seitlich hinaustreten. In den meisten Fällen werden Gefangene, die hier untergebracht sind, außerhalb ihrer Zelle stets begleitet und dürfen diese ohne angelegte Hand- und Fußfesseln nicht verlassen.
- Arrestzelle: In der Regel sehr karg ausgestattete Zelle, in denen Gefangene die Zeit ihres Disziplinararrestes verbringen. Diese Zellen sind oft kleiner als normale Zellen. Außerdem wird regelmäßig für die Dauer des Arrestes die Erlaubnis zum Besitz persönlicher Dinge (auch Tabak zum Rauchen) widerrufen. Ein Buch ist oft neben dem reinen Mobiliar die einzige Ausstattung.
- Schlichtzelle: Ein Haftraum mit besonders gesicherten Einrichtungsgegenständen. Hier werden Gefangene untergebracht, die z. B. das Mobiliar in ihrer Zelle zerstört haben.
- BgH (Besonders gesicherter Haftraum, auch „B-Zelle“): In diesem in der Regel nur mit einer Matratze ausgestatteten Haftraum werden Gefangene untergebracht, die Gewalt gegen sich selbst oder andere ausüben, oder die akut suizidgefährdet sind. Oft sind die Wände und der Boden mit weichen, kissenartigen Stücken ausgestattet, damit kein Suizid verübt werden kann. Im BgH sind zudem Vorrichtungen angebracht, mit deren Hilfe der Gefangene fixiert werden kann. Außerdem befinden sich zumeist zwei Kameras in diesen Hafträumen, um eine ständige Beobachtung gewährleisten zu können und keinen „toten Winkel“ entstehen zu lassen. Der Zugang kann, im Gegensatz zu normalen Hafträumen, über zwei verschiedene Türen erfolgen, um die Sicherheit der Bediensteten gewährleisten zu können. Die Raumecken sind oft abgerundet und das WC meist im Boden eingelassen. Es befinden sich keinerlei Einrichtungsgegenstände in diesem Haftraum, damit der Gefangene keinerlei Möglichkeit bekommt, sich selber oder Bedienstete mit beschädigten oder zweckentfremdeten Einrichtungsgegenständen zu gefährden. Zumeist erfolgt die Unterbringung nur in Unterwäsche oder ganz ohne Bekleidung, da es in der Vergangenheit immer wieder zur Selbststrangulation der Gefangenen mit zerrissenen Kleidungsstücken kam. Außerdem herrscht bei Gefangenen, die hier untergebracht werden, höhere Alarmbereitschaft. Neben den oben genannten Gründen kann es auch aus Gründen der Sicherheit und Ordnung notwendig sein, einen Gefangenen im BgH unterzubringen. Während ein Gefangener im BgH untergebracht ist, wird er ständig überwacht. Zusätzlich wird ein Arzt und der psychologische Dienst den Gefangenen dort regelmäßig aufsuchen und begutachten. Der Behördenleiter wird zudem immer sofort von der Unterbringung eines Gefangenen im BgH in Kenntnis gesetzt. Die Notwendigkeit der Fortdauer der Unterbringung im BgH wird fortlaufend geprüft. Die Unterbringung im BgH ist eine besondere Sicherungsmaßnahme und keinesfalls eine Disziplinar- oder Strafmaßnahme. Sie sollte dennoch so kurz wie möglich gehalten werden, da der BgH eine extrem erniedrigende und psychisch belastende Form der Unterbringung darstellt.
- In englischsprachigen Staaten wird ein Militärgefängnis an Bord eines Schiffes der Navy, der Küstenwache oder auf einem Stützpunkt der Marine oder des Marine Corps als Brig bezeichnet, was gelegentlich auch im Deutschen Verwendung findet.